# Kentucky Derby 1880
Kentucky Derby 1880 var den sjätte upplagan av Kentucky Derby. Löpet reds den 18 maj 1880 över 1,5 miles. Löpet vanns av Fonso som reds av George Garret Lewis och tränades av Tice Hutsell.
Förstapriset i löpet var 3 800 dollar. Endast fem hästar deltog i löpet.

## Resultat
| P | S | Häst      | Jockey              | Tränare      | Land | Tid     |
| - | - | --------- | ------------------- | ------------ | ---- | ------- |
| 1 |   | Fonso     | George Garret Lewis | Tice Hutsell | USA  | 2:37.50 |
| 2 |   | Kimball   | William Lakeland    |              | USA  |         |
| 3 |   | Bancroft  | Isaac Murphy        |              | USA  |         |
| 4 |   | Boulevard | Alonzo Allen        |              | USA  |         |
| 5 |   | Quito     | Jim McLaughlin      | Frank McCabe | USA  |         |